# Burgstall Wagesenberg
Der hochmittelalterliche Burgstall Wagesenberg liegt unmittelbar südlich einer großen frühmittelalterlichen Wallburg in der Waldabteilung „Schanze“ bei Wagesenberg (Markt Pöttmes, Landkreis Aichach-Friedberg, Schwaben).

## Beschreibung

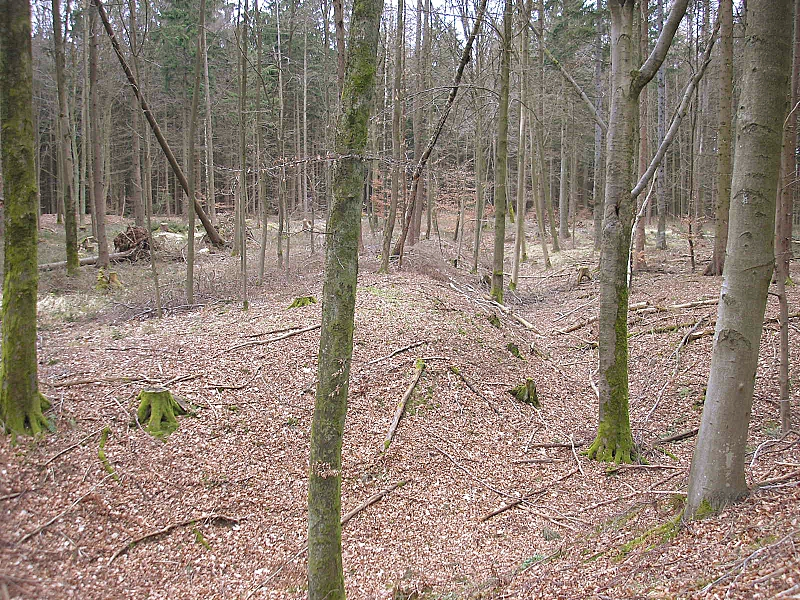
Der Nordwall der Vorburg vom östlichen Vorburgwall der benachbarten frühmittelalterlichen Schanze

Der mächtige Turmhügel (Motte) der Kernburg erhebt sich heute direkt über der Ortsverbindungsstraße nach Stuben. Der ovale Erdkegel ist an der Basis etwa 40 Meter lang und wird im Südwesten von einem seichten Wallgraben begleitet. Auf dem Plateau bezeichnet eine große und tiefe Materialgrube den Standort der ehemaligen Aufbauten.
Ungefähr 300 Meter nordwestlich des Turmhügels ist ein niedriger, winkelförmiger Wallgraben zu erkennen. Der ca. 250 Meter lange Wallzug wird als Rest der Vorburgumwallung gedeutet. Im Osten grenzt die Vorburg der hochmittelalterlichen Burg direkt an den etwa vier Meter hohen Vorburgwall der benachbarten frühmittelalterlichen Schanze. Das Vorburggelände wurde im 19. und 20. Jahrhundert durch Materialentnahme stark verändert.
Solche Turmhügelburgen werden in diesem Gebiet eher als Sitze des Nieder- bzw. Dienstadels interpretiert. Die ungewöhnliche Größe (Länge etwa 350 Meter) der Burg im Ebenrieder Forst spricht jedoch dafür, hier den Ansitz eines mächtigeren Herren anzunehmen.
Die große Wallburg (Schanze Wagesenberg) nördlich des Geländeeinschnittes, die Wagner als Standort der Grafenburg favorisiert, entspricht allerdings in ihrer Gesamtanlage vergleichbaren Großburgen frühmittelalterlicher Zeitstellung. Der ungewöhnlich mächtige Frontwall dürfte als Ungarnwall (10. Jahrhundert) anzusprechen sein. Die Turmhügelburg würde hingegen sehr gut in die Zeit Bertholds passen. Solche Motten entstanden in Mitteleuropa vornehmlich zwischen dem 11. und 13. Jahrhundert. Wagner sieht in der Turmhügelburg allerdings nur den Standort des zugehörigen Wirtschaftshofes der Grafenburg. Angesichts der Ausmaße und Konzeption der Burganlage erscheint dies aber eher als unwahrscheinlich.
Das Bayerische Landesamt für Denkmalpflege verzeichnet den Turmhügel als mittelalterlichen Burgstall unter der Denkmalnummer D 7-7432-0017.
Neuere Untersuchungen haben ergeben, dass die Lage der Civitas Purgeka zu Wagesenberg bisher unzutreffend definiert wurde (siehe „Berthold von Burgeck“)
Anhand von drei Dokumenten
- Traditionsurkunde des Klosters Scheyern Nr. 5d[2],
- Urkunde König Heinrichs V. von 1107[3] und
- die Aufzeichnungen des Mönches Conrad von Scheyern von etwa 1220[4],

beweist Elli Wolf (siehe Literatur), dass Berthold von Burgeck (Burg Eck) seinen Wohnsitz nächst Berg (heute Ilmberg bei Lampertshausen) hatte [„… iuxta eandem civitatem positum…“]  und nicht neben dem Ort Berg im Gau bei Lampertshofen, wie bisher definiert. Die drei in den Urkunden genannten Orte Lampertshausen, Berg und Eck liegen alle im Abstand von jeweils rund 3 km beisammen und der Ort Scheyern (wo Gräfin Haziga lebte, die zusammen mit Berthold von Burgeck eine gemeinsame Schenkung tätigte), liegt nur 5,5 km von (Ilm)-Berg entfernt, genau wie in den alten Dokumenten festgehalten. Weiter ist in Eck bei Lampertshausen noch 1220 ein Edelsitz urkundlich bezeugt.
Die neue Lagebestimmung der „Civitas Purgeka“ zu Eck bei Lampertshausen dürfte damit fundiert und schlüssig bewiesen sein und die Deutung „Wagesenberg“ nahe Pöttmes im Landkreis Aichach-Friedberg somit nicht länger gehalten werden können.
Die Herkunft Gräfin Hazigas von Scheyern, der Stammmutter der Wittelsbacher (siehe Literatur), kann nur durch ihren einzigen, urkundlich fassbaren Verwandten, nämlich Graf Berthold von Burgeck, erhellt werden. Wie oben erläutert, hat der bisher falsch zugeordnete Sitz Bertholds jedoch alle etwaigen Zusammenhänge um die Orte Scheyern, (Ilm)-Berg und Lampertshausen blockiert, was signifikante Auswirkungen auf die Untersuchungen zur Herkunft der Wittelsbacher hatte, weil durch diese irrtümliche Definition der gesamte Personenkreis im fraglichen Umfeld bisher unberücksichtigt geblieben war.